# Fritz Müller
Johann Friedrich Theodor Müller, známý jako Fritz Müller (31. března 1821 Windischholzhausen – 21. května 1897 Blumenau (Brazílie)) byl německo-brazilský biolog, raný obhájce darwinismu. K jeho hlavním objevům patří tzv. müllerovské mimikry, které zkoumal na brazilských motýlech a dokazoval, že se mohly vyvinout jen přirozeným výběrem.

## Život
Narodil se ve vesnici poblíž Erfurtu v Durynsku. Vystudoval zoologii na univerzitě v Berlíně, pod vedením Johanna Petera Müllera. Absolvoval roku 1844. Poté vystudoval i medicínu na univerzitě v Greifswaldu, byť nepromoval, neboť v té době, od roku 1846, byl již vášnivým ateistou a odmítl složit promoční přísahu, která obsahovala větu „tak mi pomáhej Bůh a jeho posvátné evangelium“. Stal se též hlasatelem volné lásky a měl blízko k radikálním politickým kruhům. Zklamán neúspěchem pruské revoluce v roce 1848, se roku 1852 rozhodl pro emigraci do jižní Brazílie, spolu se svým bratrem Augustem. Zde se připojili k nové německé kolonii Hermanna Blumenaua ve státě Santa Catarina, které se začalo říkat Blumenau (dnes jde o třistatisícové město, které si uchovalo německojazyčnou kulturu). V Brazílii se Müller živil jako farmář, lékař a učitel, ale prováděl též biologický výzkum v Atlantickém lese. V roce 1864 napsal knihu Für Darwin, která podporovala Darwinovu evoluční teorii, a to zejména fakty z výzkumu brazilských korýšů. Možnost bádat ovšem získal zejména po roce 1876, kdy byl zaměstnán jako terénní přírodovědec v Národním muzeu v Rio de Janeiru. V té době nejvíce publikoval, a to německy, portugalsky i anglicky. Toto patrně nejlepší období jeho života skončilo svržením liberální monarchie Pedra II. v roce 1889 a vznikem republiky. Republika odmítala tolik podporovat vědecký výzkum a když Mullerovi hrozilo, že by nemohl pracovat v terénu, raději se funkce v Národním muzeu vzdal. Nicméně jako jediný z významných vědců pracujících v 19. století v jižní Americe se rozhodl tam zůstat a dožít. Ke konci života za ním přijel jeho bratranec Alfred Möller, rovněž biolog, který sepsal jeho biografii, a sám se zabýval především výzkumem hub a mravenců. Zachovala se rozsáhlá korespondence mezi Müllerem a Darwinem, která trvala 17 let. Dále si intenzivně dopisoval s Hermannem Müllerem, Alexanderem Agassizem a Ernstem Haeckelem.